# 학성이씨현령공파절송공묘출토유물
학성이씨현령공파절송공묘출토유물(鶴城李氏縣令公派節松公墓出土遺物)은 울산광역시 남구, 울산박물관에 있는 유품이다. 울주군 범서면 구영리 중촌마을 학성 이씨 이채식의 12대 조상인 이충립의 무덤에서 나온 유품이다. 1998년 10월 19일 울산광역시의 문화재자료 제11호로 지정되었다.

## 개요
울산시 울주군 범서면 구영리 중촌마을 학성이씨 이채식의 12대 조상인 이충립의 무덤에서 나온 유품이다. 이충립은 조선 중기의 무인으로 임진왜란 때 많은 공을 세웠다. 1986년 공업단지 조성으로 무덤을 이장할 때 출토되었다. 17세기 전기의 것으로 추정되는 이 유물들은 350여년이 넘도록 땅 속에 있었지만 상한데 없이 그대로 출토되었다. 유물의 종류는 명정, 포의 띠, 구의, 지물, 얼레빗, 참빗, 단도, 칼꽂이, 붓의 호, 부채들이다. 당시 양반들의 복식과 장신구를 알 수 있는 중요한 자료이다.

## 참고 자료
- 학성이씨현령공파절송공묘출토유물 - 국가유산청 국가유산포털